# Kenneth MacMillan

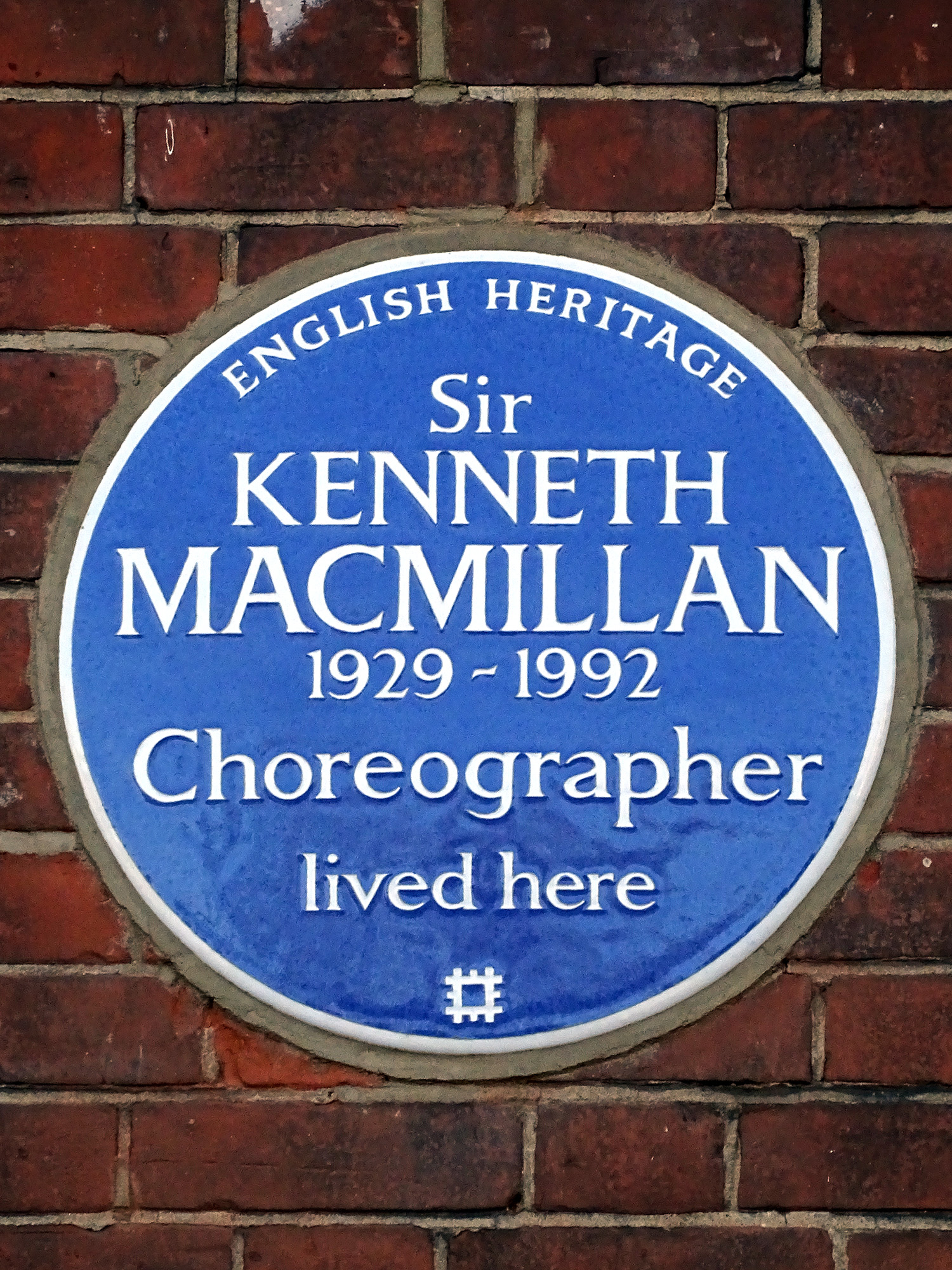
Plakietka upamiętniająca Kennetha MacMillana na domu, w którym mieszkał w londyńskiej dzielnicy Wandsworth.

Kenneth MacMillan (ur. 11 grudnia 1929 w Dunfermline, zm. 29 października 1992 w Londynie) – angielski tancerz i choreograf.

## Życiorys
W 1945 otrzymał stypendium Sadler’s Wells Ballet School w Londynie i w 1946 zadebiutował w Śpiącej Królewnie jako jeden z pierwszych członków Sadler’s Wells Theatre Ballet – szkoły, która zastąpiła Sadler’s Wells Ballet School, i później zmieniła nazwę na Royal Ballet. Na początku lat 50. zaczął zajmować się choreografią dla warsztatów spektakli, a w 1955 opracował choreografię dla Danses Concertantes – było to jego pierwsze profesjonalne dzieło. Współpracował z wieloma europejskimi zespołami baletowymi, w 1963 stworzył balet Symphony do muzyki Szostakowicza. Pierwszym pełnometrażowym jego baletem był Romeo i Julia w 1965, który uzyskał międzynarodowy rozgłos i stał się filarem Royal Ballet i American Ballet Theatre. W jego zespole występowali wówczas m.in. Margot Fonteyn i Rudolf Nuriejew, a później Christopher Gable i Lynn Seymour. W 1965 stworzył balet Song of the Earth dla Stuttgarter Ballet i w 1966 został dyrektorem (do 1969) Deutsche Oper Ballet w Berlinie Zachodnim. Jednocześnie 1966-1969 i 1970-1977 był współdyrektorem Royal Ballet. W 1974 opracował choreografię dla baletu Elite Syncopations do muzyki Scotta Joplina, w 1978 stworzył balet Mayerling do muzyki Ferenca Liszta, a w 1981 Isadora do muzyki R. Benneta. Reżyserował też telewizyjne widowiska baletowe i przedstawienia w teatrach dramatycznych. W 1983 otrzymał szlachectwo.